# Nowy Sielc (gmina Rzewnie)
Nowy Sielc – wieś w Polsce położona w województwie mazowieckim, w powiecie makowskim, w gminie Rzewnie.
| SIMC    | Nazwa | Rodzaj     |
| ------- | ----- | ---------- |
| 0519920 | Sitno | przysiółek |

Na terenie wsi utworzono dwa sołectwa: Nowy Sielc i Nowy Sielc-Wieś.
Wierni Kościoła rzymskokatolickiego należą do parafii św. Szymona i Judy Tadeusza Apostołów w Szelkowie lub do parafii św. Jacka w Rzewniu.
Do 1954 roku istniała gmina Sielc. W latach 1975–1998 miejscowość należała administracyjnie do województwa ostrołęckiego.